# معسكر غربي

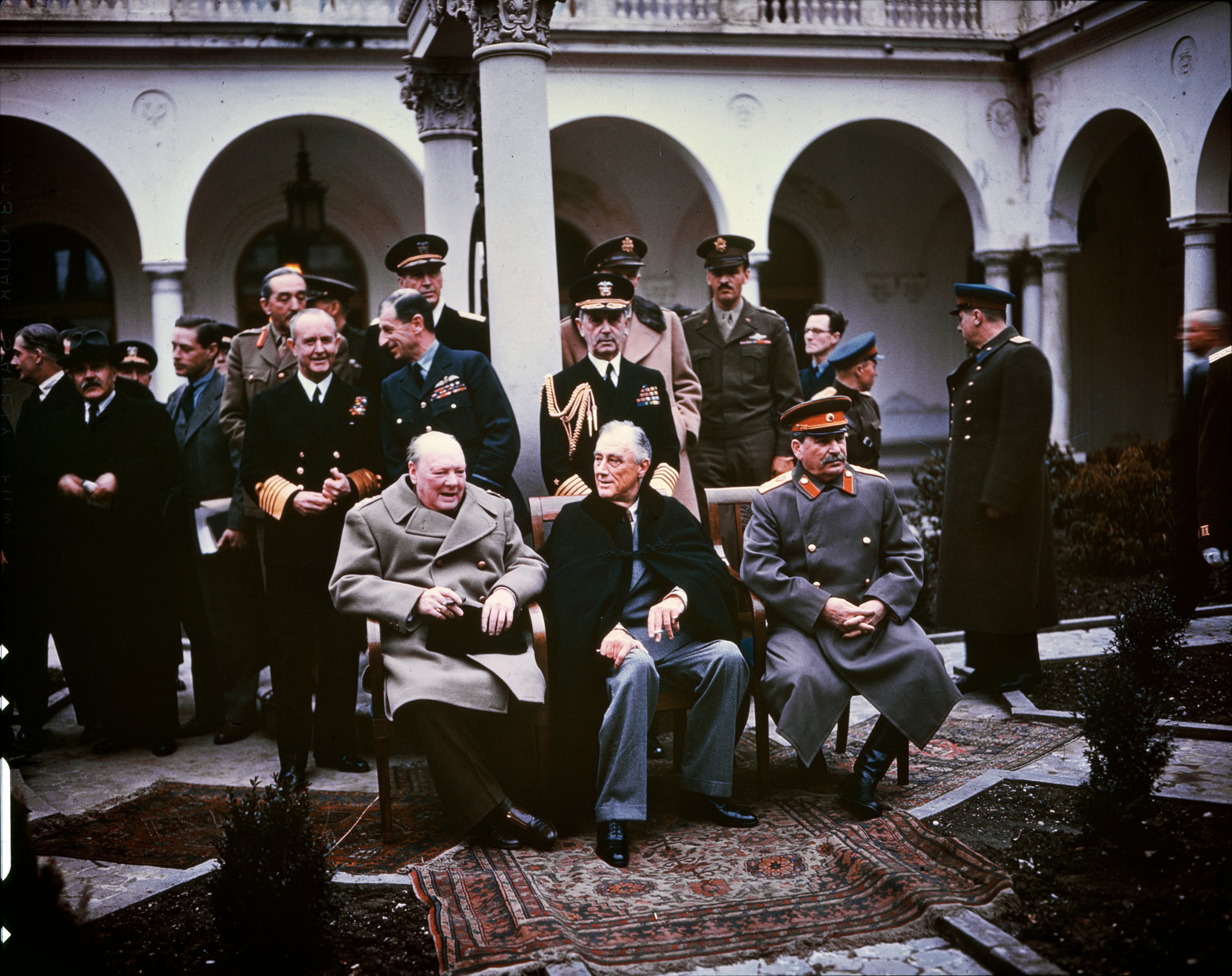
مؤتمر يالتا: نهاية الحرب العالمية الثانية وبداية الحرب الباردة بين المعسكرين الغربي بزعامة الولايات المتحدة الأمريكية، والشرقي بزعامة الاتحاد السوفيتي

المعسكر الغربي أو الكتلة الغربية أو المعسكر الرأسمالي، هو مجموعة من الدول التي كانت تدور في فلك الولايات المتحدة الأمريكية تتبني الأفكار الليبرالية لإقتصاديا وسياسيا وإيديولوجيا، وتدافع عنها سياسيا واقتصاديا وفكريا وعسكريا. ظهر المصطلح بعد الحرب العالمية الثانية خلال الحرب الباردة. موازيا للمعسكر الشرقي آنذاك بزعامة الاتحاد السوفييتي.

## طالع أيضًا
- معسكر (تكتل سياسي)
- المعسكر الشرقي
- تجريد عسكري
- التسلسل الزمني لأحداث الحرب الباردة
- جمعية العلاقات الثقافية مع الدول الأجنبية
- لجنة الأمم العشر لنزع السلاح